# Zuid-Afrikaanse Communistische Partij
De Zuid-Afrikaanse Communistische Partij (Afrikaans: Suid-Afrikaanse Kommunistiese Party, Engels: South-African Communist Party) is een Zuid-Afrikaanse politieke partij. Samen met het Afrikaans Nationaal Congres (ANC) en het Congress of South African Trade Unions (COSATU) vormt zij de zogenaamde Tripartite Alliance (Driepartijenalliantie). Deze coalitie regeert Zuid-Afrika sinds 1994.

## Geschiedenis

### Tot de Tweede Wereldoorlog
De South African Communist Party (SACP) werd in 1921 opgericht als Communist Party of South Africa (Communistische Partij van Zuid-Afrika, CPSA) en richtte zich aanvankelijk uitsluitend op blanke arbeiders. Zij was aangesloten bij de Communistische Internationale (Comintern). De eerste voorzitter van de partij was Bill Andrews. De CPSA trad eerst op de voorgrond tijdens de Rand Revolte, een staking van blanke mijnwerkers in 1922. Reden tot de staking was de intentie van de eigenaars van de mijnen om een soepeler beleid ten aanzien van de zwarte werknemers te gaan voeren. Dit stuitte op fel verzet van de blanke arbeiders die bang waren hun bevoorrechte positie te verliezen. Tijdens de staking riep de partij op tot de wereldwijde vereniging van arbeiders voor een blank Zuid-Afrika ("Workers of the world, unite and fight for a white South Africa"). De staking werd hardhandig onderdrukt door het regeringsleger.
Na de onderdrukking van de staking werd de partijleiding van de CPSA door het Comintern in Moskou ontboden en werd de partij gesommeerd haar beleid aan te passen: voortaan moest de CPSA zich niet meer uitsluitend op blanke arbeiders, maar vooral op zwarte arbeiders gaan richten. De CPSA nam ook de Native Republic- (een republiek voor de oorspronkelijke bevolking) strategie van het Comintern over (1924). De partijnaam werd veranderd in SACP. Toenadering tot het ANC liep aanvankelijk op niets uit omdat het ANC op dat moment vooral de dialoog trachtte aan te gaan met de blanke regering. Bovendien waren de ANC-leiders toen fel anticommunistisch.
In 1928 waren van de 1750 partijleden 1600 zwart. In 1939 werd Moses Kotane secretaris-generaal van het Centraal Comité van de SACP en legde de basis voor samenwerking met het ANC. Dit was vooral te danken aan het non-dogmatisch karakter van Kotane. Zuid-Afrikaanse communisten werden automatisch lid van het ANC, terwijl ze ook actief bleven binnen de eigen partij.

### Tijdens hetapartheidsbewind
In 1948, nadat de Nasionale Party van dr. Daniel François Malan de parlementsverkiezingen had gewonnen, werd de apartheid ingevoerd. De nieuwe regering nam een wet aan die alle communistische (of vermeende communistische) activiteiten verbood. Op grond van deze wet werd de SACP in 1950 verboden. De SACP ging ondergronds en verzette zich heftig tegen het apartheidsregime. Vanaf het begin bepleitte de SACP gewapend verzet tegen het regime, maar het ANC legde toen nog sterk de nadruk op geweldloos verzet. Na het verbod op de SACP adviseerde de partijleiding haar leden om lid te worden van het ANC. De ondergrondse SACP liet haar strategie van de "Native Republic" varen en streefde sindsdien naar een multiraciaal geregeerd Zuid-Afrika. De nieuwe aanpak sloot ook meer aan bij het streven van het ANC.
Veel SACP'ers bezetten sleutelposities binnen het ANC. Kotane was jarenlang penningmeester van het ANC. Blanke communisten verenigden zich in het Congress of Democrats (COD), een aan het ANC gelieerde organisatie. Binnen het ANC waren er echter veel leden van de oude garde die zich verzetten tegen de toestroom van communisten, maar de jongere generatie nationalisten hadden geen bezwaar tegen de communisten zolang zij hun ideologie niet opdrongen aan niet-communistische ANC'ers. In 1959 scheidden enkele "Afrikanisten" zich van het ANC af en vormden het Pan Africanist Congress (PAC) dat streefde naar een door Afrikanen bestuurd Zuid-Afrika in plaats van naar een multiraciaal bestuur. De PAC beschouwde het marxisme-leninisme van de communistische ANC'ers als een buitenlandse ideologie.
In 1960 werden ook het ANC en het PAC door de regering verboden. Een aantal ANC-leiders vestigde zich in ballingschap, maar velen bleven ook ondergronds in Zuid-Afrika actief. Na het verbod op het ANC sprak de jongere generatie onder leiding van dr. Nelson Mandela en Walter Sisulu zich uit voor gewapend verzet tegen de regering. Zij vormden de Umkhonto we Sizwe ("Speer van het Volk"), de militaire tak van het ANC. Binnen Unmkhonto we Sizwe waren ook veel communisten actief. In 1961 werd SACP-lid Joe Slovo commandant van Umkhonto. Ruth First, de vrouw van Slovo, werd de belangrijkste theoreticus van Umkhonto en leerde de leden guerrillatactieken.
De invloed van de communisten binnen het ANC nam toe toen communistische staten wapens begonnen te leveren aan de gewapende tak van het ANC. Het ANC zelf bleef echter een sociaaldemocratische organisatie.
In 1984 werd Slovo, die sinds 1963 in ballingschap verbleef, secretaris-generaal van de SACP. In 1990 keerde Slovo naar Zuid-Afrika terug om deel te nemen aan de gesprekken met de regering van staatspresident Frederik Willem de Klerk over de beëindiging van de apartheid. De Zuid-Afrikaanse regering was tot de conclusie gekomen dat het apartheidsbewind niet meer houdbaar was. De regering ging op 2 februari 1990 over tot de legalisering van de SACP, het ANC, het PAC en andere verboden partijen en organisaties. Het ANC kondigde in augustus 1990 aan dat zij de gewapende strijd staakte. In 1991 volgde Chris Hani, voorheen chef van de staf Umkhonto, Slovo als secretaris-generaal van de SACP op. Hani werd op 10 april 1993 in Bosburg vermoord door de blanke extremist Janus Walús die contacten onderhield met het parlementslid van de pro-apartheidspartij Konserwatiwe Party, Clive Derby-Lewis. Hani was na Mandela het meest populaire lid van het ANC.

### Vanaf 1994
De SACP deed niet als zelfstandige partij, maar als onderdeel van het ANC mee met de eerste democratische en multiraciale parlementsverkiezingen van april 1994. Het ANC won de verkiezingen glansrijk en in zijn kabinet nam de nieuwe president Mandela een aantal leden van de SACP/ANC op, onder wie Joe Slovo als de minister van Volkshuisvesting. Opvallend genoeg verving het ANC de kapitalistische economie niet door een planeconomie. De SACP keert zich weliswaar tegen de kapitalistische economie, maar streeft tegenwoordig niet meer naar een strakke planeconomie. Onder president Thabo Mbeki (1999-2008) was de invloed van de communisten op het regeringsbeleid uiterst beperkt. Mbeki's economische beleid liet geen ruimte voor communistische inbreng want Mbeki gold als een aanhanger van een vrije markteconomie. In 2007 speelde de SACP een belangrijke rol in het ten val brengen van Mbeki als voorzitter van het ANC en zijn vervanging door dr. Jacob Zuma. In 2008 bewerkstelligde de SACP mede het aftreden van Mbeki als president van Zuid-Afrika.
Mbeki's opvolger als president van Zuid-Afrika, dr. Jacob Zuma, gold als toegeeflijker jegens de eisen van de SACP en de vakbeweging COSATU. Zuma is overigens lid van de SACP geweest, maar heeft zijn lidmaatschap in 1990 beëindigd. De huidige voorzitter van de SACP, dr. Blade Nzimande, was minister van Hoger Onderwijs in het kabinet-Zuma I.
Mede dankzij deelname van de SACP aan de regeringscoalitie werd het kabinet-Zuma I door de Democratische Alliantie (DA) weggezet als een communistisch-gezind kabinet.

## Ideologie
Hoewel de SACP het marxisme-leninisme als politieke ideologie aanhangt heeft de partij zich reeds in 1989 ontdaan van haar marxistisch-leninistische imago van een partij van de "revolutionaire voorhoede". In 1989 schreef de toenmalige secretaris-generaal van de SACP, Joe Slovo, het boek Has Socialism Failed? ("Heeft het Socialisme Gefaald?"), waarin Slovo de excessen van het stalinisme verwierp als onmenselijk en de populariteit van het socialisme in Zuid-Afrika beperkt noemde. Slovo zette zich echter sterk af tegen de gedachte dat het socialisme haar langste tijd had gehad.
Naast marxistisch, is de partij ook voorstander van een multiraciaal Zuid-Afrika waar ruimte is voor zwarten, blanken en alle andere volkeren die vanouds in Zuid-Afrika wonen. De partij zet zich in voor het verbeteren van de leefomstandigheden van de armen en verzet zich krachtig tegen racisme en uitbuiting.
De SACP was sterk gekant tegen het bewind van Robert Mugabe in Zimbabwe.

## Organisatie
Zoals andere communistische partijen kent de SACP de traditionele opbouw van een communistische partij met een partijcongres als hoogste orgaan, een Centraal Comité als bestuur, en een Politburo als dagelijks bestuur en partijsecretariaat.

## Secretarissen-Generaal
| Persoon                   | periode      |
| ------------------------- | ------------ |
| Bill Andrews (Voorzitter) | 1921 - 1925? |
| Moses Kotane              | 1939 - 1978  |
| Moses Mabhida             | 1978 - 1985  |
| Joe Slovo                 | 1985 - 1991  |
| Chris Hani                | 1991 - 1993  |
| Charles Nqakula           | 1993 - 1998  |
| Blade Nzimande            | 1998 - 2022  |
| Solly Mapaila             | 2022 - heden |

## Prominente leden van het Centraal Comité
- Brian Bunting
- Jeremy Cronin
- Bram Fischer
- Chris Hani
- Ronnie Kasrils
- Nozizwe Madlala-Routledge
- Mac Maharaj
- Ivan Schermbrucker
- Leslie Schermbrucker
- Joe Slovo